# Turó de Coll Prunera
El Turó de Coll Prunera és una muntanya de 889 metres que es troba entre els municipis de Mura, a la comarca del Bages i de Matadepera, a la comarca del Vallès Occidental.